# Bolitoglossa tatamae
Bolitoglossa tatamae é uma espécie de anfíbio caudado da família Plethodontidae. Está presente na Colômbia. A UICN classificou-a como em perigo de extinção.